# ケン・リュウ
ケン・リュウ（Ken Liu、中国語:劉宇昆（リウ・ユークン)、1976年 - ）は、アメリカ合衆国の小説家、翻訳家である。SF作品を得意とし、数々の賞を受賞している。中国系アメリカ人。

## 概要
1976年、中華人民共和国の蘭州に生まれる。8歳（11歳という説あり）の時、両親とともにアメリカ合衆国に渡り、以後はカリフォルニア州のパロアルトで育つ。後、さらにコネチカット州のウォーターフォードに移る。
ハーバード大学に入学し、法律を専門に学ぶ。ロースクールを出て、法務博士号を取得し、卒業後は弁護士、コンピュータープログラマー、中国語書籍の翻訳者として働きながら、文筆活動を行っていた。
短編小説を中心に活動している。2012年に、「紙の動物園」でネビュラ賞とヒューゴー賞と世界幻想文学大賞の短編部門で受賞、史上初の三冠を達成した。2013年もヒューゴー賞の短編部門で受賞した。2015年に初の長篇となるファンタジー”The Dandelion Dynasty”（『蒲公英(ダンデライオン)王朝記』）を刊行。シリーズ化の予定である。また、翻訳家としても活動し、中国の作家を英語圏に紹介している。
作風は、東洋の伝統を下敷きにした細やかな情感を特徴とする。自身の出自である中国文化を背景にした作品も多い。また、日本での初翻訳となった「もののあはれ」のように日本人を主役とした作品もある。著者は日本の漫画「ヨコハマ買い出し紀行」に啓発された作品と語っている。
2015年、日本での初めての著作となる『紙の動物園』が早川書房より刊行。又吉直樹がテレビ番組で推薦したことで話題となった。
妻と二人の娘とともにマサチューセッツ州のクインシーに住んでいる。趣味は、古いタイプライターの蒐集、修理である。

## 日本語訳作品
著者名はすべて「ケン・リュウ」。
- もののあはれ （古沢嘉通訳、『THE FUTURE IS JAPANESE』早川書房 ハヤカワSFシリーズ Jコレクション、2012年7月）（原題 Mono no aware、2012年）
  - 収録作品の一作である短編『円弧』(アーク)が日本で映画化、『Arc アーク』と題し2021年6月に公開。
- 紙の動物園 （古沢嘉通訳、『S-Fマガジン』2013年3月号）（原題 The Paper Menagerie、2011年）
- どこかまったく別な場所でトナカイの大群が （古沢嘉通訳、『S-Fマガジン』2015年2月号）（原題 Altogether Elsewhere,Vast herds of Reindeer、2011年）
- 良い狩りを （古沢嘉通訳、『S-Fマガジン』2015年4月号）（原題 Good Hunting、2012年）
- 『輸送年報』より「長距離貨物輸送飛行船」(『パシフィック・マンスリー』2009年5月号掲載) (古沢嘉通訳、『S-Fマガジン』2015年6月号) (原題 "The Long Haul From the ANNALS OF TRANSPORTATION, The Pacific Monthly, May 2009"、2014年)

### 書籍
- 『紙の動物園』（古沢嘉通編訳） (2015年4月、《新☆ハヤカワ・SF・シリーズ》第2期第8回配本、日本オリジナル編集(短編集)) のち、『紙の動物園』『もののあはれ』としてハヤカワ文庫
- 『蒲公英(ダンデライオン)王朝記』「巻ノ一　諸王の誉れ」 / 「巻ノ二　囚われの王狼」（古沢嘉通訳） (2016年4月・6月、《新☆ハヤカワ・SF・シリーズ》第3期第2回・第3回配本）（原題 The Grace of Kings、2015年）
- 『母の記憶に』（古沢嘉通編訳、幹遙子、市田泉訳）（2017年4月、新☆ハヤカワ・SF・シリーズ）日本オリジナル短篇集。
- 『STARWARS ジャーニー・トゥ・最後のジェダイ ルーク・スカイウォーカーの都市伝説』（稲村広香訳）（2018年1月、講談社KK文庫）
- 『生まれ変わり』（古沢嘉通、幹遙子、大谷真弓訳）（2019年2月、新☆ハヤカワ・SF・シリーズ）日本オリジナル短篇集。
- 『宇宙の春』（古沢嘉通編訳）（2021年3月、新☆ハヤカワ・SF・シリーズ）日本オリジナル短編集。

## 受賞・候補歴
- 紙の動物園（The Paper Menagerie）
  - 2011年 ネビュラ賞 短編小説部門受賞
  - 2012年 ヒューゴー賞 短編小説部門受賞
  - 2012年 世界幻想文学大賞 短編小説部門受賞
  - 2012年 ローカス賞 短編小説部門ファイナリスト
  - 2012年 シオドア・スタージョン記念賞ノミネート
  - 2014年 第45回星雲賞海外短編部門受賞
- The Man Who Ended History: A Documentary
  - 2011年 ネビュラ賞 ノヴェラ部門ノミネート
  - 2012年 ヒューゴー賞 ノヴェラ部門ノミネート
- もののあはれ（Mono No Aware[4]）
  - 2013年 ヒューゴー賞 短編小説部門受賞
  - 2013年 ローカス賞 短編小説部門ファイナリスト
- 良い狩りを（Good Hunting）
  - 2016年 第47回星雲賞 海外短編部門 受賞
- シミュラクラ（Simulacrum）
  - 2017年 第48回星雲賞 海外短編部門 受賞

## 中国SF翻訳家としての活動
中国のSF小説の英訳者としても活動しており、劉慈欣（りゅう じきん）、夏笳（か か、シア・ジア）、馬伯庸（ば はくよう、マー・ボーヨン）、陳楸帆（ちん しゅうはん、チェン・チウファン）、郝景芳（かく けいほう、ハオ・ジンファン）らの作品を英訳している。陳楸帆のSF短編「丽江的鱼儿们」（麗江の魚ら）をケン・リュウが英訳した"The Fish of Lijiang"は2012年の第2回SF・ファンタジー翻訳作品賞を受賞した（この賞は作者と翻訳者がともに受賞者となる）。
また、劉慈欣の長編SF『三体』三部作の第一部及び第三部の英訳を担当した。中国の長編SFが英訳されたのは『三体』第一部が初めてである。